# أربيان أقحواني الأوراق
أربيان أقحواني الأوراق (الاسم العلمي: Anthemis leucanthemifolia) هو نوع نباتي يتبع جنس الأربيان من الفصيلة النجمية.

## الموئل والانتشار
في بلاد الشام.